# Sub Cetate (okręg Sălaj)
Sub Cetate – wieś w Rumunii, w okręgu Sălaj, w gminie Valcău de Jos. W 2011 roku liczyła 359 mieszkańców.